# Eugenia selloi
Eugenia selloi là một loài thực vật có hoa trong Họ Đào kim nương. Loài này được B.D.Jacks. mô tả khoa học đầu tiên năm 1893.